# Permutationsentropie
Die Permutationsentropie ist ein Komplexitätsparameter, der im Jahr 2002 von Bandt und Pompe für beobachtbare Messungen von chaotischen dynamischen Systemen, also Zeitreihen, eingeführt wurde. Er ist in die ordinale Zeitreihenanalyse einzuordnen, da er auf dem Vergleich benachbarter Werte basiert. Damit ist die Permutationsentropie gleich der Shannon-Entropie für ordinale Muster. Die Definition gilt direkt für beliebige reale Daten. Die Vorteile der Methode sind ihre Einfachheit, extrem schnelle Berechnung, Robustheit und Invarianz in Bezug auf nichtlineare monotone Transformationen.